# WASP-5b
WASP-5b是一颗围绕恒星WASP-5运转的太阳系外行星，距离我们大约967光年，位于凤凰座中。这颗恒星的质量和半径表明它是一颗气体巨行星，主要成分与木星类似。它的轨道半径之小表明它属于热木星。WASP-5b与恒星的距离较近使他的大气温度高达约1717K。